# Cruquiusweg 67
Cruquiusweg 67 te Amsterdam is een samengesteld gebouw aan de Cruquiusweg in het Oostelijk Havengebied in Amsterdam-Oost.

## Geschiedenis
De Cruquiusweg liep hier jarenlang door een industrie- en opslaggebied aan de zuidkant van de Entrepothaven. Er waren hier allerlei bedrijven en bedrijfjes gevestigd, die nog vaak te maken hadden of hun oorsprong kenden in de handel met Nederlands-Indië. Op de plek van Cruquiusweg 67 was sinds 1901 een wijnopslag gevestigd. De Gemeente Amsterdam wilde in de 21e eeuw de omgeving (verder) geschikt maken voor bewoning. Het betekende dat bedrijven werd gevraagd zich elders te vestigen. Zo ging Ajax Brandbeveiliging naar Utrecht. In 2012 vestigde het horecabedrijf Harbour Club zich in de wijnterminal, die nog steeds aan de Entrepothaven ligt.

## Nieuwbouw
Voor deze plek ontwierp LEVS een nieuw woonblok, dat als het ware om het oude gebouw is heen gebouwd. Oudbouw rondom de wijnterminal werd afgebroken. Daarbij moest in verband met de te verwachten geluidsoverlast om de horeca een isolerende laag gecreëerd worden. Dit werd opgelost door de horeca los van het gebouw te laten. De nieuwbouw kreeg een eigen fundering en het werd opgebouwd volgens het box-in-boxprincipe. De woonverdiepingen staan geheel los van de horeca, de bovenliggende woningen worden alleen ondersteund door horizontaal geplaatste betonnen balken. Het gebouw zelf heeft geen opvallende bouwkwaliteiten, maar twee zaken vallen direct op:
- de mengeling van aluminium, staal en beton, dat verwijst naar het vroegere industriële gebruik van de ruimte; in een lijst aan de straatkant van het gebouw is het beeld van de oude havenwerkzaamheden in geperforeerd bronskleurig aluminium weergegeven;
- de bovenste etage wordt gevormd door drie wijnsilo’s; ze zijn van een plek even verderop compleet vernieuwd (gestript, geschilderd en weer opgebouwd); deze silovilla’s, zoals LEVS ze noemt, steken boven het dak uit en zijn ten opzichte van elkaar gedraaid; de inrichting kon volledig verzorgd worden door de (aanstaande) bewoners op het nieuwe skelet na dan. Vanuit deze villa’s heeft men zicht op de volledige omgeving. Ze werden genomineerd voor de Nationale Staalprijs 2022, maar won niet (Het Platform in Utrecht won). Bijzonder zijn hier ook de verticale schuiframen; door het bovenste buiten de onderste te laten bewegen zou het waterdicht moeten blijven; het onderste deel biedt ook een bescherming tegen doorvallen.[1]

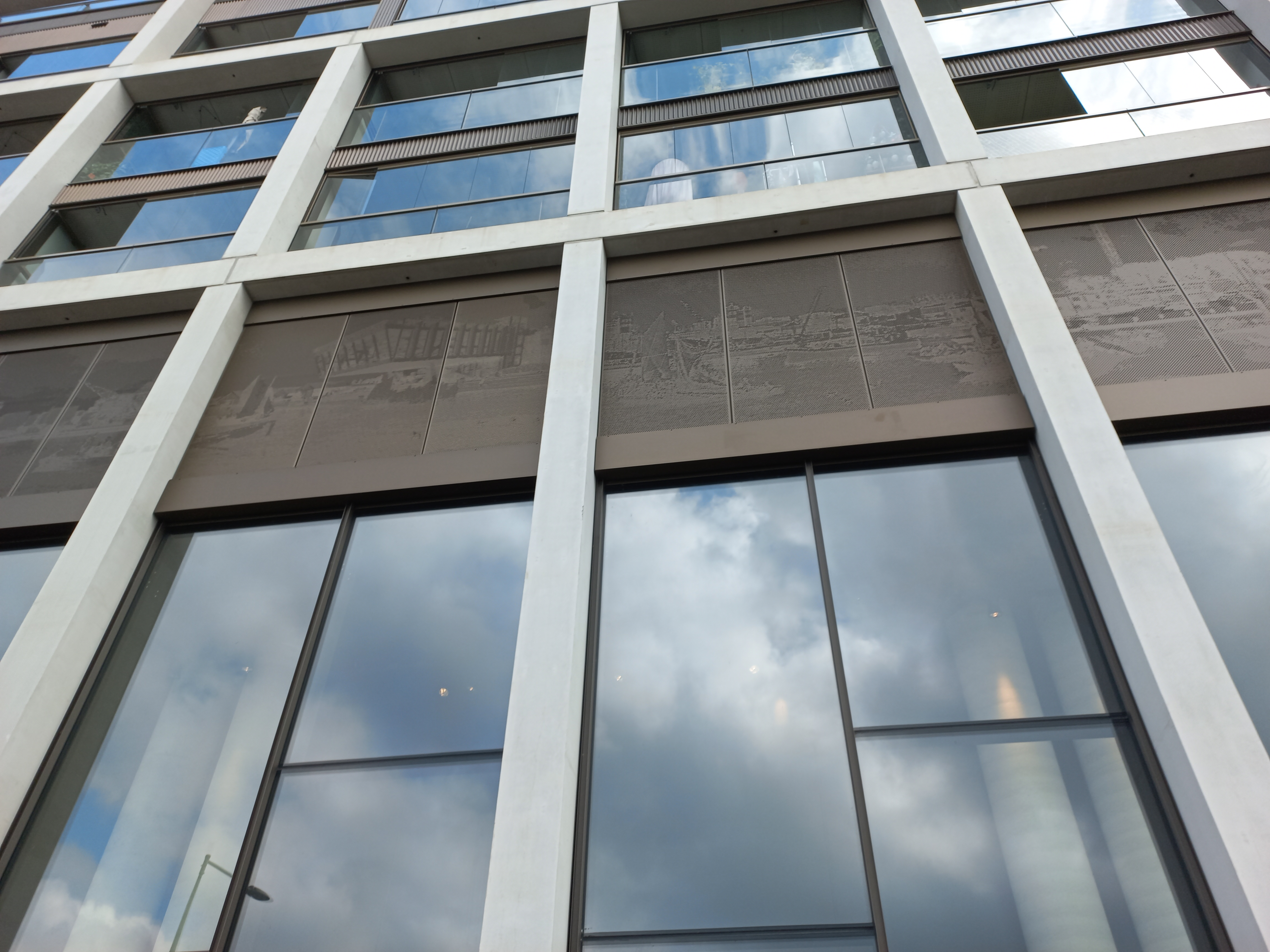
Geperforeerde lijst (augustus 2023)